# Brisbane International 2019 - Qualificazioni singolare femminile
Le qualificazioni del singolare del Brisbane International 2019 sono state un torneo di tennis preliminare per accedere alla fase finale della manifestazione. Le vincitrici dell'ultimo turno sono entrate di diritto nel tabellone principale. In caso di ritiro di una o più giocatrici aventi diritto a queste sono subentrate le lucky loser, ossia le giocatrici che hanno perso nell'ultimo turno ma che avevano una classifica più alta rispetto alle altre partecipanti che avevano comunque perso nel turno finale.

## Teste di serie
1. Aleksandra Krunić (primo turno)
2. Dayana Yastremska (secondo turno, ritirata)
3. Andrea Petković (ultimo turno)
4. Bernarda Pera (primo turno)

1. Heather Watson (primo turno)
2. Anastasia Potapova (qualificata)
3. Kateryna Kozlova (secondo turno)
4. Mandy Minella (secondo turno)

## Qualificate
1. Destanee Aiava
2. Anastasia Potapova

1. Harriet Dart
2. Marie Bouzková

## Tabellone

### Legenda
| - Q = Qualificato - WC = Wild card - LL = Lucky loser | - ALT = Alternate - SE = Special Exempt - PR = Protected Ranking | - w/o = Walkover - r = Ritirato - d = Squalificato |

### Sezione 1
|  | Primo turno      | Primo turno       | Primo turno       | Primo turno | Primo turno |  |  | Secondo turno    | Secondo turno    | Secondo turno    | Secondo turno  | Secondo turno  |   |   | Ultimo turno | Ultimo turno     | Ultimo turno     | Ultimo turno | Ultimo turno |  |
|  |                  |                   |                   |             |             |  |  |                  |                  |                  |                |                |   |   |              |                  |                  |              |              |  |
|  | 1                | Aleksandra Krunić | Aleksandra Krunić | 3           | 0           |  |  |                  |                  |                  |                |                |   |   |              |                  |                  |              |              |  |
|  |                  | Christina McHale  | Christina McHale  | 6           | 6           |  |  | Christina McHale | Christina McHale | Christina McHale | 6              | 6              |   |   |              |                  |                  |              |              |  |
|  | Viktoriya Tomova | Viktoriya Tomova  | 4                 | 7           | 6           |  |  | Viktoriya Tomova | Viktoriya Tomova | Viktoriya Tomova | 4              | 3              |   |   |              |                  |                  |              |              |  |
|  | Jennifer Brady   | Jennifer Brady    | 6                 | 68          | 2           |  |  |                  |                  |                  |                |                |   |   |              | Christina McHale | Christina McHale | 5            | 1            |  |
|  | WC               | Destanee Aiava    | Destanee Aiava    | 6           | 6           |  |  |                  |                  | WC               | Destanee Aiava | Destanee Aiava | 7 | 6 |              |                  |                  |              |              |  |
|  | PR               | Vania King        | Vania King        | 3           | 4           |  |  | WC               | Destanee Aiava   | 64               | 6              | 7              |   |   |              |                  |                  |              |              |  |
|  |                  | Kurumi Nara       | 6                 | 1           | 69          |  |  | 8                | Mandy Minella    | 7                | 2              | 67             |   |   |              |                  |                  |              |              |  |
|  | 8                | Mandy Minella     | 3                 | 6           | 7           |  |  |                  |                  |                  |                |                |   |   |              |                  |                  |              |              |  |

### Sezione 2
|  | Primo turno | Primo turno        | Primo turno      | Primo turno | Primo turno |  |  | Secondo turno | Secondo turno      | Secondo turno     | Secondo turno      | Secondo turno |   |   | Ultimo turno | Ultimo turno     | Ultimo turno | Ultimo turno | Ultimo turno |  |
|  |             |                    |                  |             |             |  |  |               |                    |                   |                    |               |   |   |              |                  |              |              |              |  |
|  | 2           | Dayana Yastremska  | 3                | 6           | 6           |  |  |               |                    |                   |                    |               |   |   |              |                  |              |              |              |  |
|  |             | Varvara Lepchenko  | 6                | 1           | 4           |  |  | 2             | Dayana Yastremska  | Dayana Yastremska | 2                  | 1r            |   |   |              |                  |              |              |              |  |
|  | WC          | Lizette Cabrera    | Lizette Cabrera  | 2           | 2           |  |  |               | Karolína Muchová   | Karolína Muchová  | 6                  | 5             |   |   |              |                  |              |              |              |  |
|  |             | Karolína Muchová   | Karolína Muchová | 6           | 6           |  |  |               |                    |                   |                    |               |   |   |              | Karolína Muchová | 6            | 65           | 0            |  |
|  |             | Yanina Wickmayer   | 6                | 3           | 2           |  |  |               |                    | 6                 | Anastasia Potapova | 1             | 7 | 6 |              |                  |              |              |              |  |
|  | WC          | Zoe Hives          | 4                | 6           | 6           |  |  | WC            | Zoe Hives          | 3                 | 6                  | 5             |   |   |              |                  |              |              |              |  |
|  |             | Nicole Gibbs       | 7                | 3           | 2           |  |  | 6             | Anastasia Potapova | 6                 | 4                  | 7             |   |   |              |                  |              |              |              |  |
|  | 6           | Anastasia Potapova | 5                | 6           | 6           |  |  |               |                    |                   |                    |               |   |   |              |                  |              |              |              |  |

### Sezione 3
|  | Primo turno       | Primo turno       | Primo turno       | Primo turno | Primo turno |  |  | Secondo turno | Secondo turno    | Secondo turno   | Secondo turno | Secondo turno |   |   | Ultimo turno | Ultimo turno    | Ultimo turno    | Ultimo turno | Ultimo turno |  |
|  |                   |                   |                   |             |             |  |  |               |                  |                 |               |               |   |   |              |                 |                 |              |              |  |
|  | 3                 | Andrea Petković   | 6                 | 3           | 6           |  |  |               |                  |                 |               |               |   |   |              |                 |                 |              |              |  |
|  |                   | Sofya Zhuk        | 2                 | 6           | 2           |  |  | 3             | Andrea Petković  | Andrea Petković | 6             | 6             |   |   |              |                 |                 |              |              |  |
|  | PR                | Lucie Hradecká    | Lucie Hradecká    | 6           | 6           |  |  | PR            | Lucie Hradecká   | Lucie Hradecká  | 1             | 1             |   |   |              |                 |                 |              |              |  |
|  |                   | Olga Danilović    | Olga Danilović    | 4           | 3           |  |  |               |                  |                 |               |               |   |   | 3            | Andrea Petković | Andrea Petković | 5            | 2            |  |
|  | Harriet Dart      | Harriet Dart      | Harriet Dart      | 6           | 6           |  |  |               |                  |                 | Harriet Dart  | Harriet Dart  | 7 | 6 |              |                 |                 |              |              |  |
|  | Caroline Dolehide | Caroline Dolehide | Caroline Dolehide | 0           | 2           |  |  |               | Harriet Dart     | 2               | 6             | 7             |   |   |              |                 |                 |              |              |  |
|  |                   | Allie Kiick       | Allie Kiick       | 4           | 4           |  |  | 7             | Kateryna Kozlova | 6               | 1             | 67            |   |   |              |                 |                 |              |              |  |
|  | 7                 | Kateryna Kozlova  | Kateryna Kozlova  | 6           | 6           |  |  |               |                  |                 |               |               |   |   |              |                 |                 |              |              |  |

### Sezione 4
|  | Primo turno    | Primo turno       | Primo turno       | Primo turno | Primo turno |  |  | Secondo turno     | Secondo turno     | Secondo turno     | Secondo turno  | Secondo turno |   |   | Ultimo turno      | Ultimo turno      | Ultimo turno | Ultimo turno | Ultimo turno |  |
|  |                |                   |                   |             |             |  |  |                   |                   |                   |                |               |   |   |                   |                   |              |              |              |  |
|  | 4              | Bernarda Pera     | Bernarda Pera     | 4           | 4           |  |  |                   |                   |                   |                |               |   |   |                   |                   |              |              |              |  |
|  |                | Magdalena Fręch   | Magdalena Fręch   | 6           | 6           |  |  | Magdalena Fręch   | Magdalena Fręch   | Magdalena Fręch   | 4              | 4             |   |   |                   |                   |              |              |              |  |
|  | WC             | Naiktha Bains     | Naiktha Bains     | 3           | 0           |  |  | Viktorija Golubic | Viktorija Golubic | Viktorija Golubic | 6              | 6             |   |   |                   |                   |              |              |              |  |
|  |                | Viktorija Golubic | Viktorija Golubic | 6           | 6           |  |  |                   |                   |                   |                |               |   |   | Viktorija Golubic | Viktorija Golubic | 6            | 1            | 2            |  |
|  | Marie Bouzková | Marie Bouzková    | Marie Bouzková    | 7           | 6           |  |  |                   |                   | Marie Bouzková    | Marie Bouzková | 4             | 6 | 6 |                   |                   |              |              |              |  |
|  | Conny Perrin   | Conny Perrin      | Conny Perrin      | 5           | 4           |  |  | Marie Bouzková    | Marie Bouzková    | Marie Bouzková    | 6              | 6             |   |   |                   |                   |              |              |              |  |
|  |                | Marta Kostjuk     | 63                | 6           | 6           |  |  | Marta Kostjuk     | Marta Kostjuk     | Marta Kostjuk     | 3              | 1             |   |   |                   |                   |              |              |              |  |
|  | 5              | Heather Watson    | 7                 | 2           | 3           |  |  |                   |                   |                   |                |               |   |   |                   |                   |              |              |              |  |